# Bank for International Settlements

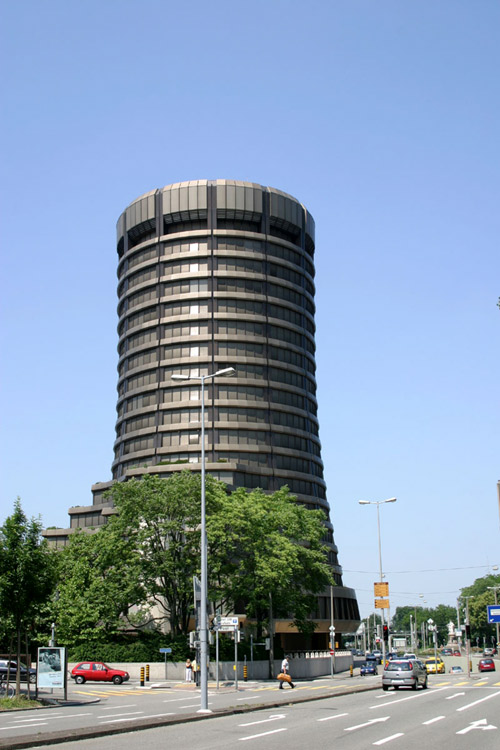
Bank of International Settlements huvudkontor i Basel, nära järnvägsstationen.

Bank for International Settlements förkortas BIS är ett samarbetsorgan för 60 (2012) centralbanker, däribland Sveriges riksbank. Organisationen grundades 1930 av centralbankerna i Belgien, Frankrike, Storbritannien, Italien och Tyskland samt av två privata bankkonsortier från Japan och USA för att hantera Tysklands betalning av krigsskadeståndet efter första världskriget enligt Versaillesfredens och Youngplanens villkor. BIS har 1930-2003 använt guldfranc som valuta vid internationella avtal. Idag fungerar BIS som "centralbankernas centralbank". I Europa har BIS arbetat för upprättandet av en europeisk centralbank med BIS som en supranationell organisation på nivån ovanför denna bank.

## Säte
Bankens huvudkontor är i Basel. Den är representerad i Hongkong och Mexico City.

## Kritik
BIS har anklagats för att verksamheten är nära nog osynlig, trots att organisationen har stort inflytande över monetär politik och att organisationen inte är ansvarig inför, eller redovisningsskyldig till, någon demokratisk församling.

## Styrelsen
- Christian Noyer, Paris (ordförande)
- Mark Carney, London
- Agustín Carstens, Mexico City
- Jon Cunliffe, London
- Andreas Dombret, Frankfurt am Main
- Mario Draghi, Frankfurt am Main
- William C Dudley, New York
- Stefan Ingves, Stockholm
- Thomas Jordan, Zürich
- Klaas Knot, Amsterdam
- Haruhiko Kuroda, Tokyo
- Anne Le Lorier, Paris
- Fabio Panetta, Rom
- Stephen S Poloz, Ottawa
- Raghuram Rajan, Mumbai
- Jan Smets, Bryssel
- Alexandre A Tombini, Brasilia
- Ignazio Visco, Rom
- Jens Weidmann, Frankfurt am Main
- Janet Yellen, Washington
- Zhou Xiaochuan, Beijing

Listan senast uppdaterad den 26 juni, 2015